# Shein
Shein (pronunciat xíin, en logotips escrit SHEIN; xinès: 希音; pinyin: Xīyīn) és una marca xinesa de moda ràpida. Va ser fundada el 2008 per Chris Xu a Nanjing, Xina. Inicialment es coneixia com a ZZKKO. El 2022 es va convertir en la marca de moda més gran del món. Actualment té la seu a Singapur.
L'empresa és coneguda per la seva política de preus baixos. L'empresa no es dedica al disseny ni fabricació de roba, sinó que obté els seus productes al mercat majorista de roba de Canton.
El 2014 Shein va adquirir Romwe, una empresa de comerç minorista. Actualment ven els seus productes a 195 països. En els darrers anys l'empresa s'ha trobat enmig de diverses controvèrsies que inclouen disputes de marca, violacions de drets humans, i problemes de salut i seguretat dels seus empleats.

## Manufactura
Shein originalment ni dissenyava ni fabricava la seva roba, i l'obtenia al mercat de roba a l'engròs de Canton. Tanmateix, Shein es va convertir en un minorista totalment integrat el 2014 quan va assegurar el seu sistema de cadena de subministrament. Actualment l'empresa utilitza una xarxa de socis de fabricació i proveïdors per fabricar i lliurar els seus productes.
Shein fa prediccions sobre tendències i produeix articles tan ràpidament com tres dies després de la identificació d'una tendència. Shein també limita les seves comandes a lots petits d'uns 100 articles per copsat l'interès dels clients. Les comandes només s'augmenten si els lots petits funcionen bé entre els consumidors. En canvi, els seus competidors com Zara demanen quantitats més grans (unes 500), augmentant les seves possibilitats de perdre beneficis si les comandes no es compren en la seva totalitat. Segons Bloomberg News, l'estratègia de lots petits de Shein es considera clau per al seu èxit. Els proveïdors que treballaven amb Shein també van veure créixer el seu negoci a mesura que augmentava l'escala.